# Paula-Paula
Paula-Paula è un film del 2010 diretto da Jess Franco.
Si tratta di un film erotico direct-to-video, ovvero un lungometraggio destinato ad essere visibile soltanto in DVD, senza essere proiettato sul grande schermo.

## Trama
Al Club del Falmingo, due ballerine di nome Paula si esibiscono sempre in spettacoli di spogliarello. Una detective cerca il loro aiuto, per risolvere un crimine passionale avvenuto nel medesimo locale.

## Produzione

### Soggetto
Ufficialmente il soggetto prende spunto dal romanzo di Stevenson, Lo strano caso del dottor Jekyll e del signor Hyde.

### Cast
Il regista spagnolo Jess Franco ha avuto a disposizione un budget limitatissimo, con un cast di semi-sconosciuti, ad eccezione della co-protagonista, Lina Romay, che è anche addetta al settore del trucco.